# Instituto para Economia e Paz

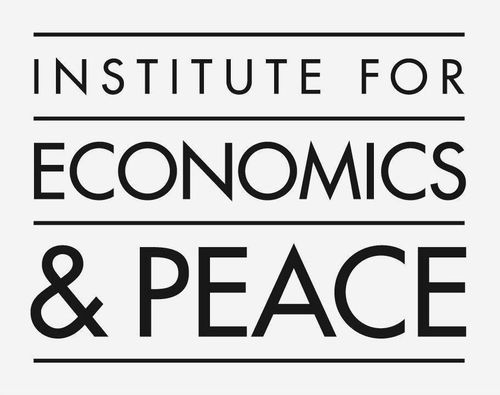
Logotipo do Instituto para Economia e Paz

O Instituto para Economia e Paz (IEP) (em inglês:  Institute for Economics and Peace)  é uma organização de pesquisa global sem fins lucrativos sediada em Sydney, Austrália, tendo também filiais em Nova Iorque, Bruxelas, Haia, Cidade do México, e Harare. É presidido pelo empresário de tecnologia Steve Killelea, fundador da companhia Integrated Research Ltd.